# San Rafael (Bulacán)
San Rafael es un pueblo en la provincia de Bulacán en Filipinas.

## Geografía
El pueblo tiene un superficie de 90,92 kilómetros cuadrado. El pueblo está situada 32 kilómetros al norte de Manila. 
Según el censo de 2000, su población es de 69,770 habitantes en 14,639 casas.

## Barrios
San Rafael tiene 34 barrios:
| - BMA-Balagtas - Banca-banca - Caingin - Coral na Bato - Cruz na Daan - Dagat-dagatan - Diliman I - Diliman II - Capihan - Libis - Lico - Maasim | - Mabalas-balas - Maguinao - Maronquillo - Paco - Pansumaloc - Pantubig - Pasong Bangkal - Pasong Callos - Pasong Intsik - Pinacpinacan - Población | - Pulo - Pulong Bayabas - Salapungan - Sampaloc - San Agustín - San Roque - Talacsan - Tambubong - Tukod - Ulingao - Sapang Pahalang |